# 信號-量化雜訊比
在信號量化時，會產生量化誤差，信號－量化雜訊比（英語：Signal-to-quantization-noise ratio，SQNR或SNqR）是信號能量對量化雜訊能量之比值，用以度量量化之效能，通常使用分貝表示。
信號－量化雜訊比公式由通用信噪比公式导出:
{\displaystyle \mathrm {SNR} ={\frac {3\times 2^{2n}}{1+4P_{e}\times (2^{2n}-1)}}{\frac {m_{m}(t)^{2}}{m_{p}(t)^{2}}}}
其中：
{\displaystyle P_{e}}是接收到比特差錯的概率
{\displaystyle m_{p}(t)}为峰值消息信号电平
{\displaystyle m_{m}(t)}为平均消息信号电平
由于SQNR适用于量化信号，因此SQNR公式中的信号为离散时间数字信号，所有我们将使用数字化信号{\displaystyle x(n)}代替{\displaystyle m(t)}。对于{\displaystyle N}个量化层级的取样，每个取样{\displaystyle x}需要{\displaystyle \nu =\log _{2}N}个位元。{\displaystyle x}中值的分布可以用概率密度函数{\displaystyle f(x)}来表示。任意{\displaystyle x}的最大幅度值用{\displaystyle x_{max}}表示。
由于信號-量化雜訊比和一般的信噪比一样，是信号功率与某噪声功率的比值，因此可以用如下公式计算：
{\displaystyle \mathrm {SQNR} ={\frac {P_{signal}}{P_{noise}}}={\frac {E[x^{2}]}{E[{\tilde {x}}^{2}]}}}
信号功率为：
{\displaystyle {\overline {x^{2}}}=E[x^{2}]=P_{x^{\nu }}=\int _{}^{}x^{2}f(x)dx}
量化噪声功率可以表示为：
{\displaystyle E[{\tilde {x}}^{2}]={\frac {x_{max}^{2}}{3\times 4^{\nu }}}}
可求出：
{\displaystyle \mathrm {SQNR} ={\frac {3\times 4^{\nu }\times {\overline {x^{2}}}}{x_{max}^{2}}}}
当SQNR需要以分贝为单位表示时，一个有意义的近似值是：
{\displaystyle \mathrm {SQNR} |_{dB}=P_{x^{\nu }}+6.02\nu +4.77}
其中{\displaystyle \nu }是量化取样的位元数，{\displaystyle P_{x^{\nu }}}是上面所计算的信号功率。从这个公式不难看出，当量化取样的位元数增加1时，SQNR将会增加大约6（{\displaystyle 20\times log_{10}(2)}）分贝。